# Odunec
Odunec település Csehországban, a Třebíči járásban. Odunec Valeč, Zárubice, Dolní Vilémovice, Hrotovice és Račice településekkel határos. Lakosainak száma 96 fő (2024. január 1.).

## Népesség
A település lakosságának változását az alábbi diagram mutatja:
| Lakosok száma | 175  | 163  | 274  | 184  | 151  | 97   | 92   | 91   | 95   | 96   |
|               | 1869 | 1890 | 1921 | 1950 | 1980 | 2001 | 2017 | 2019 | 2022 | 2024 |